# 王莉 (1980年)
王莉（1980年—），安徽合肥人，汉族，中华人民共和国美声歌手、政治人物、第十二届全国人民代表大会解放军代表。中国共产党党员（2008年入党）。
毕业于中国音乐学院声乐歌剧专业。2008年加入中国共产党。担任空政文工团青年歌唱家。2008年起担任全国人大代表。2013年，担任全国人大代表。